# DEENAGE MEMORY -20周年記念ベストアルバム-
『DEENAGE MEMORY -20周年記念ベストアルバム-』（ディーンネイジ・メモリー -）はDEENのオールタイムベスト・アルバム。

## 作品の解説
- 1998年『SINGLES+1』、2008年『DEEN PERFECT SINGLES +』に続き3作目のベストアルバムとなる(企画ベストを除く)。また、レーベルの垣根を越えた自身初となるオールタイム・ベストアルバムでもある。その為、歌詞ブックレット内にビーイング在籍時代にリリースした楽曲については、原盤権の関係上から「Licensed by B-Gram RECORDS Inc.」と明記してある事がわかる[1]。
- デビューから2012年までの全シングル39曲とクラシックス4曲、新曲1曲を収録。全曲デジタルリマスタリング処理が施されている。
- 初回限定盤はスペシャルパッケージ仕様、ディスコグラフィー付きブックレットを封入。
- DVDには「DEENAGE MEMORY THE MOVIE」(シングル全39曲のMusic VideoをNon-Stop mixで収録した映像)と、新曲「言葉で伝えたくて」のMusic VideoをBONUS映像として収録。

## 収録曲

### Disc-1 Ballad Memory
1. このまま君だけを奪い去りたい
  - 作詞:上杉昇　作曲:織田哲郎　編曲:葉山たけし

1stシングル。
2. 夢であるように
  - 作詞:池森秀一　作曲:DEEN　編曲:池田大介

13thシングル。
3. 翼を広げて
  - 作詞:坂井泉水　作曲:織田哲郎　編曲:葉山たけし

2ndシングル。
4. Teenage dream
  - 作詞:坂井泉水　作曲:栗林誠一郎　編曲:葉山たけし

6thシングル。
5. 永遠をあずけてくれ
  - 作詞:川島だりあ　作曲:栗林誠一郎　編曲:葉山たけし

4thシングル。
6. 君がいない夏
  - 作詞:小松未歩　作曲:小松未歩　編曲:池田大介

12thシングル。
7. 素顔で笑っていたい
  - 作詞:池森秀一　作曲:織田哲郎　編曲:池田大介

11thシングル。
8. 哀しみの向こう側
  - 作詞:池森秀一　作曲:池森秀一、山根公路　編曲:DEEN

21stシングル。
9. JUST ONE
  - 作詞・作曲:池森秀一　編曲:DEEN、池田大介（ストリングスアレンジ）

18thシングル。
10. MY LOVE
  - 作詞:池森秀一　作曲:山根公路、宇津本直紀　編曲:DEEN

19thシングル。
11. 遠い空で
  - 作詞:小松未歩　作曲:吉江一男、小松未歩　編曲:池田大介

14thシングル。
12. 遠い遠い未来へ
  - 作詞:AZUKI七　作曲:大野愛果　編曲:古井弘人

17thシングル。
13. 翼を風に乗せて〜fly away〜
  - 作詞:池森秀一　作曲:鈴木寛之　編曲:DEEN

25thシングル。
14. Starting Over
  - 作詞:池森秀一　作曲:織田哲郎　編曲:葉山たけし

32ndシングル。
15. Celebrate
  - 作詞:池森秀一　作曲:山根公路　編曲:山根公路、時乗浩一郎

35thシングル。
16. 心から君が好き〜マリアージュ〜
  - 作詞:樹林伸、池森秀一　作曲・編曲:田川伸治

39thシングル。本作に収録されているのは、13thアルバム『マリアージュ』に収録されているバージョン。

### Disc-2 Groovin' Memory
1. 瞳そらさないで
  - 作詞:坂井泉水　作曲:織田哲郎　編曲:葉山たけし

5thシングル。
2. ひとりじゃない
  - 作詞:池森秀一　作曲:織田哲郎　編曲:古井弘人

9thシングル。
3. 未来のために
  - 作詞:池森秀一　作曲:池森秀一、宇津本直紀　編曲:古井弘人

7thシングル。
4. Memories
  - 作詞:池森秀一、井上留美子　作曲:織田哲郎　編曲:葉山たけし

3rdシングル。
5. LOVE FOREVER
  - 作詞:山本ゆり　作曲:田川伸治　編曲:葉山たけし

8thシングル。
6. SUNSHINE ON SUMMER TIME
  - 作詞:池森秀一　作曲:宇津本直紀　編曲:古井弘人

10thシングル。
7. 君さえいれば
  - 作詞・作曲:小松未歩　編曲:池田大介

15thシングル。
8. 手ごたえのない愛
  - 作詞・作曲:小松未歩　編曲:徳永暁人

16thシングル。
9. Power of Love
  - 作詞:池森秀一　作曲:DEEN　編曲:DEEN

20thシングル。
10. Birthday eve 〜誰よりも早い愛の歌〜
  - 作詞:池森秀一　作曲:山根公路　編曲:DEEN、時乗浩一郎

24thシングル。
11. 太陽と花びら
  - 作詞:池森秀一　作曲:池森秀一、時乗浩一郎　編曲:DEEN、大平勉

26thシングル。
12. ユートピアは見えてるのに
  - 作詞:池森秀一　作曲:土田則行　編曲:DEEN、大平勉

27thシングル。
13. レールのない空へ
  - 作詞:池森秀一　作曲:鈴木寛之　編曲:DEEN、鈴木寛之

28thシングル。
14. STRONG SOUL
  - 作詞:池森秀一　作曲:山根公路　編曲:DEEN、時乗浩一郎

29thシングル。
15. coconuts feat.kokomo
  - 作詞:池森秀一　作曲・編曲:山根公路 
 kokomo:Words and Music by Mike Love,Scott Mckenzie,Terry Melcher & John Phillips

37thシングル。
16. Brand New Wing
  - 作詞:池森秀一　作曲・編曲:田川伸治

38thシングル。
17. 永遠の明日
  - 作詞・作曲:池森秀一　編曲:DEEN、時乗浩一郎

34thシングル。

### Disc-3 Special Memory
1. 言葉で伝えたくて
  - 作詞:池森秀一　作曲:山根公路、田川伸治　編曲:田川伸治

新曲。NTT東日本のCMソング。
2. 夢で逢えたら feat.原田知世
  - 作詞・作曲:大瀧詠一　編曲:DEEN

23rdシングル。原田知世とのコラボレーション作品。
3. 見上げてごらん夜の星を feat.ダイアナ湯川
  - 作詞:永六輔　作曲:いずみたく　編曲:DEEN、時乗浩一郎

22ndシングル。ダイアナ湯川とのコラボレーション作品。
4. 愛の鐘が世界に響きますように… with 亀渕友香 & The Voices of Japan
  - 作詞:池森秀一　作曲:山根公路　編曲:DEEN、大平勉

30thシングル。亀渕友香&Voices of Japanとのコラボレーション作品。
5. Smile Blue feat.押尾コータロー
  - 作詞:池森秀一　作曲・編曲:山根公路

4thコンセプチュアル・マキシシングル『Classics Four BLUE Smile Blue』の1曲目。押尾コータローとのコラボレーション作品。
6. ダイヤモンド feat.Bobby Valentine
  - 作詞:池森秀一　作曲:山根公路、池森秀一　編曲:CHOKKAKU

33rdシングル。
7. Negai feat.ミズノマリ
  - 作詞:池森秀一　作曲:山根公路　編曲:山根公路、時乗浩一郎

36thシングル。paris matchのミズノマリとのコラボレーション作品。シングルバージョンはアルバム初収録。
8. 少年
  - 作詞:池森秀一　作曲:山根公路、田川伸治　編曲:古井弘人

8thシングル両A面曲。
9. 君の心に帰りたい
  - 作詞:池森秀一　作曲:山根公路　編曲:古井弘人

2ndアルバム『I wish』収録曲。
10. 思いきり 笑って
  - 作詞:川島だりあ　作曲:織田哲郎　編曲:葉山たけし

1stアルバム『DEEN』収録曲。
11. Christmas time
  - 作詞:池森秀一　作曲:山根公路　編曲:DEEN、池田大介

1stコンセプチュアル・マキシシングル『Classics One WHITE Christmas time』の2曲目。
12. 秋桜～more & more～
  - 作詞:池森秀一　作曲・編曲:DEEN

2ndコンセプチュアル・マキシシングル『Classics Two SEPIA 秋桜 〜more & more〜』の2曲目。本作に収録されているのは、ベストアルバム『DEEN The Best Classics』に収録されたバージョン。
13. 夢の蕾
  - 作詞:池森秀一　作曲・編曲:山根公路

3rdコンセプチュアル・マキシシングル『Classics Three PASTEL 夢の蕾』の2曲目。
14. Blue eyes
  - 作詞:池森秀一　作曲:山根公路　編曲:DEEN

ベストアルバム『Ballads in Blue〜The greatest hits of DEEN〜』収録曲。
15. 歌になろう
  - 作詞:池森秀一　作曲・編曲:田川伸治

映像作品『DEEN LIVE JOY 2007-2008〜JAPAN ROAD 47+6〜』に付属の特典CDに収録されていた楽曲。一般発売された作品では今回が初収録。
16. このまま君だけを奪い去りたい <キセキVersion>
  - 作詞:上杉昇、作曲:織田哲郎、編曲:岩田雅之

31stシングル。1stシングルのセルフカバー。

## DVD(初回限定盤のみ)
1. DEENAGE MEMORY THE MOVIE
2. 「言葉で伝えたくて」Music Video